# Jazz Club „Pod Filarami”

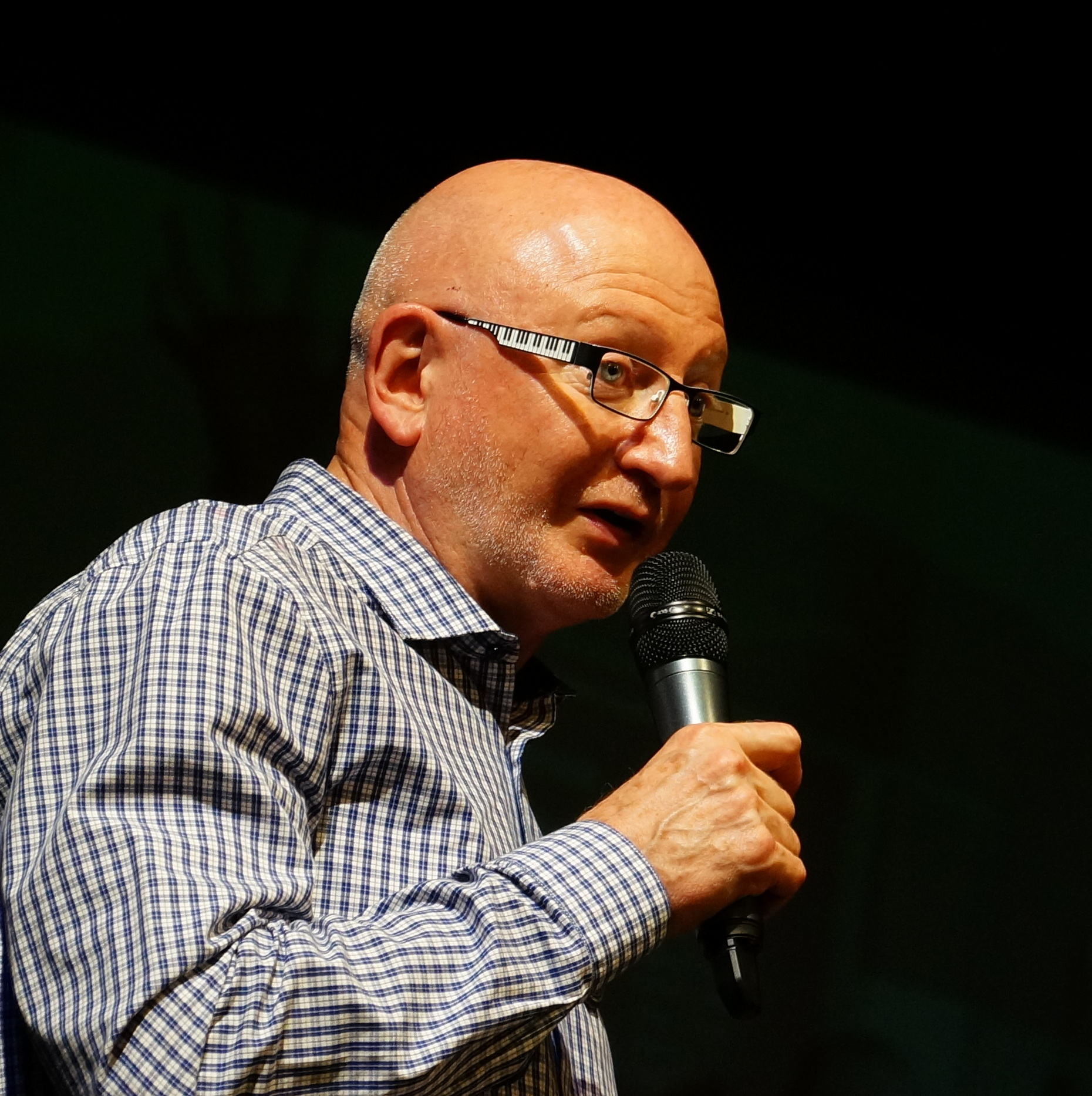
Bogusław Dziekański

Jazz Club „Pod Filarami” – samorządowa instytucja kultury prowadzona przez miasto Gorzów Wielkopolski. Klub został powołany w drodze uchwały Rady Miejskiej w Gorzowie Wlkp. w lutym 1992. Dyrektorem, a wcześniej kierownikiem Jazz Clubu „Pod Filarami” od początku jego istnienia jako samodzielnej instytucji jest Bogusław Dziekański.
Początki działalności klubu sięgają jednak roku 1980, gdy od listopada w „Filarach” zaczął działać Gorzowski Klub Jazzowy.
Klub od 1986 organizował kolejne edycje Pomorskiej Jesieni Jazzowej z plebiscytem publiczności o Klucz do Kariery. Od roku 2005 impreza ta nosi nazwę Gorzów Jazz Celebrations – Klucz do Kariery. Z dawnej Pomorskiej zachowano kolejne numeracje stąd pełna nazwa imprezy w roku bieżącym brzmi Gorzów Jazz Celebrations – XXX Klucz do Kariery. Klub w roku 1986 rozpoczął organizację edukacji muzycznej dzieci i młodzieży pod nazwą Mała Akademia Jazzu /MAJ/, którą prowadzi do dziś. Przez te wszystkie lata MAJ dotarła ok. 55 tys. młodych słuchaczy.